# Chotěboř
Chotěboř är en stad i Tjeckien.   Den ligger i regionen Vysočina, i den centrala delen av landet, 100 km öster om huvudstaden Prag. Chotěboř ligger 520 meter över havet och antalet invånare är 9 849.
Terrängen runt Chotěboř är platt åt sydväst, men åt nordost är den kuperad. Runt Chotěboř är det ganska glesbefolkat, med 43 invånare per kvadratkilometer. Närmaste större samhälle är Havlíčkův Brod, 14,1 km sydväst om Chotěboř. Trakten runt Chotěboř består till största delen av jordbruksmark.